# 594
594 (DXCIV) var ett normalår som började en fredag i den julianska kalendern.

## Händelser

### Okänt datum
- Isidorus av Sevilla författar en encyklopedisk sammanfattning av tidens vetande (Etymologiæ sive origines).

## Födda
- Li Shiji, kinesisk general.
- Maymuna bint al-Harith, en av Muhammeds hustrur.
- Kogyoku, regerande japansk kejsarinna.

## Avlidna
- 17 november detta år eller 593 – Gregorius av Tours, biskop av Tours.